# Selçuk
Selçuk es la ciudad central del distrito de Selçuk, provincia de Esmirna, en Turquía. Su población es de 38.151 habitantes (2022). Se encuentra en la región del Egeo, a 18 kilómetros al noreste de Kusadasi, y a 2 kilómetros al noreste de Éfeso, donde se encontraba el templo de Artemisa, una de las siete maravillas del mundo antiguo.
Selçuk es uno de los destinos turísticos más visitados dentro de Turquía, debido a su proximidad a la ciudad antigua de Éfeso, la casa de la Virgen María y las obras de arte de la antigüedad, que se exhiben en el museo local. Asimismo, la basílica de San Juan Apóstol del siglo VI se halla también dentro del perímetro urbano. Algunos estiman que fue construida en el sitio exacto donde está la tumba del discípulo de Jesús. Procopio escribió que la basílica era el lugar más sagrado y venerado en Éfeso en época bizantina, siendo destruida por los selyúcidas en 1090. Fue excavada en 1927 y visitada por el papa Pablo VI.

## Historia
Su nombre original griego fue Agios Theologos, referido al apóstol Juan o Juan el Teólogo, ya que el emperador Justiniano I erigió una basílica en honor del santo. Ayasoluk es la forma corrupta del nombre original. En el siglo XIV, fue la capital del Beylicato de Aydın y fue visitada por Ibn Battuta, quien escribió que la mezquita en esta ciudad es una de las más magníficas del mundo por su inigualable belleza. Bajo el Imperio otomano, fue conocida como Ayasoluk. En 1914, fue renombrada como Selçuk en honor a los turcos selyúcidas que se establecieron en la región, alrededor del siglo XII.
En 1921, tras la captura de la ciudad por las fuerzas griegas, tenía una población de 600 habitantes, siendo 580 griegos, 10 turcos y 10 armenios.
Perteneció al distrito de Kusadasi hasta 1957, cuando se formó como distrito independiente. 

La playa de Éfeso, en turco Pamucak es una de las playas más largas de Turquía con 12 kilómetros.

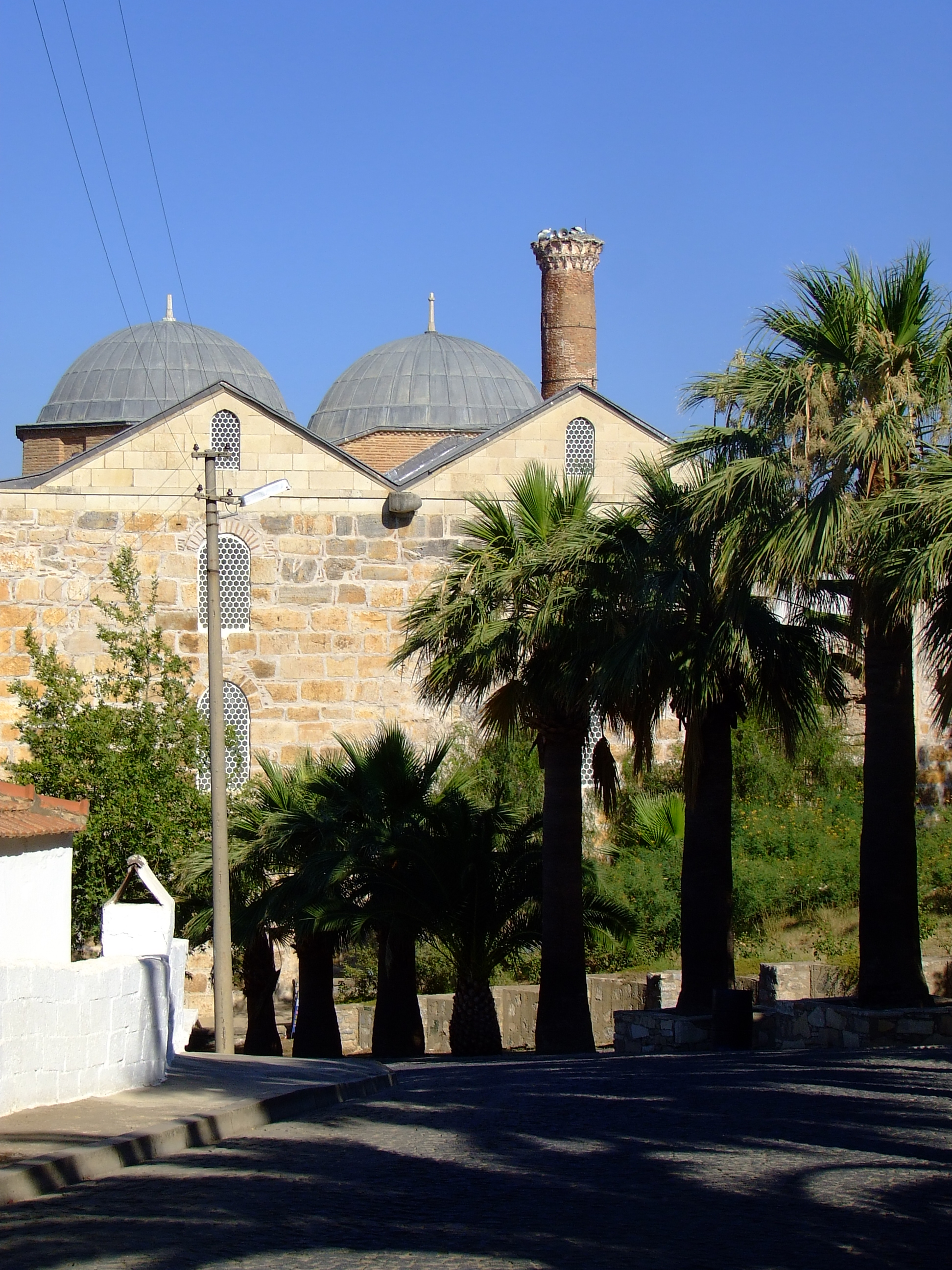
La mezquita de Isa Bey en la colina de Ayasoluk.

Sin embargo la gran mayoría de los turistas, no visitan la ciudad misma y sólo la usan, como punto de descanso para llegar a Éfeso. Por eso, el barrio antiguo de Selçuk sigue siendo un lugar arraigadamente turco que conserva, indemnes y apartados, los valores de la cultura turca tradicional.
La colina de Ayasoluk domina los alrededores, con varios edificios históricos en sus pendientes, incluyendo la Mezquita de Isa Bey, construida por los turcos selyúcidas en 1375, además de la Gran Fortaleza que domina desde la cima.
El aeropuerto de Éfeso y el centro de entrenamiento de la asociación aeronáutica turca de Selçuk, dista sólo a 3 kilómetros de la ciudad. El campeonato anual de lucha de camellos, se lleva a cabo durante el invierno, en las cercanías de Éfeso.